# Tamannaah Bhatia
Tamannaah Bhatia (; Bombay, 21 dicembre 1989) è un'attrice indiana, affermatasi come una delle attrici contemporanee più importanti in film Tamil, Telugu e Hindi.
È nota per il ruolo di Avanthika nei film Baahubali: The Beginning (2015) e Baahubali 2: The Conclusion (2018), diretti da S. S. Rajamouli.

## Biografia
Ha iniziato a recitare a 13 anni, debuttando a Bollywood a 15 e prendendo parte a diverse pellicole di successo: Happy Days (2007), Konchem Ishtam Konchem Kashtam (2009), Ayan (2009), Paiyaa (2010), Sura (2010), Siruthai (2011), 100% Love (2011), Oosaravelli (2011), Racha (2012), Tadakha (2013), Veeram (2014), Aagadu (2014), Baahubali: The Beginning (2015), Bengal Tiger (2015), Oopiri (2016), Devi (2016), Baahubali 2: The Conclusion (2017), Sketch (2018), F2: Fun and Frustration (2019), Sye Raa Narasimha Reddy (2019) F3: Fun and Frustration (2022), Jailer (2023) e Aranmanai 4 (2024). Vincitrice di numerosi premi, nel 2016 è stata nominata ai Saturn Awards come miglior attrice non protagonista per la sua performance in Baahubali: The Beginning.
È tra le attrici maggiormente retribuite nel cinema indiano meridionale. Per il suo contributo al cinema indiano, nel 2017 ha ricevuto una laurea honoris causa dalla Confederation of Accrediting Commission International.

## Filmografia
- Baahubali: The Beginning (2015)
- Baahubali 2: The Conclusion (2017)
- K.G.F: Chapter 1 (2018)

## Altre attività
Oltre alla sua carriera di attrice, Tamannaah ha intrapreso varie altre attività. Ha lavorato come modella, apparendo in spot televisivi per marchi famosi come Fanta e “Chandrika Ayurvedic Soap”. Nel marzo 2015, è diventata testimonial di “Zee Telugu” e ha presentato il suo marchio di gioielli, “Wite & Gold”, nello stesso mese. Nel gennaio 2016, è stata associata alla campagna “Beti Bachao Beti Padhao”. Ha scritto il suo primo libro, “Back to the Roots”, che è stato pubblicato da Penguin Random House India nell'agosto 2021. Tamannaah è divenuta un partner azionario di “Sugar Cosmetics” nel settembre 2022. Nel 2023, ha continuato ad espandere il suo portfolio, assumendo il ruolo di testimonial del marchio “IIFL Finance” a gennaio e “VLCC” a luglio. Nell'ottobre 2023, è diventata la testimonial indiana di Shiseido, un famoso marchio di bellezza e cosmetici giapponesi.